# 実意ありフェレナンドと実意なしフェレナンド
実意ありフェレナンドと実意なしフェレナンド（じつい - じつい - 、Ferenand getrü und Ferenand ungetrü, KHM 126)は、『グリム童話』に収録されている作品である。「正直フェレナンドと性悪フェレナンド」とも呼ばれる。

## あらすじ
むかし、あるところに亭主と妻がいた。お金持ちの間は子供ができなかったが、貧乏になると男の子ができた。名付け親を探していると貧乏くさい男に出会った。その男は名付け親を名乗り出て、教会で「実意ありフェレナンド」という名前をつけた。その男は実意ありフェレナンドの母に鍵を1つやって子供が14になったら野原にやるとお城があり、この鍵はそのお城に合う鍵で、中のものは全てこの子のものだと伝えた。
実意ありフェレナンドが14歳になって野原に行くとお城があり、中には白馬が一頭いただけだったが、実意ありフェレナンドはそれに乗り旅に出た。その途中、鷲の羽でできた羽ペンが転がっていた。その羽ペンはしゃべるペンだった。実意ありフェレナンドはそれを拾った。また、魚が川岸で苦しそうにしていたので水の中に戻してやった。すると魚はお礼をいい、呼子の笛をくれた。
旅を続けると、実意なしフェレナンドに出会った。2人は意気投合し、同じ宿屋に泊まる。宿屋の娘は実意ありフェレナンドを気に入る。娘はこの国の王の家来になるように勧めた。娘の紹介もあって、2人は家来になった。
あるとき実意なしフェレナンドの悪巧みで、実意ありフェレナンドは王の妃を連れてくることになった。困っていると白馬がしゃべり、知恵を授ける。その知恵とは途中には大入道と大きな鳥がいるため、肉をたくさん積んだ船とパンをたくさん積んだ船を王に用意してもらうことであった。そしてもうひとつ、妃が寝ている間に寝台ごと運び出すことであった。果たしてそのとおりになるが、途中で羽ペンを水に落としてしまった。だが、呼子の笛を使うことで魚に取ってもらった。
妃は王より実意ありフェレナンドのほうを好きになってしまった。そこで妃は自分は首をちょん切って元に戻す奇術を心得ているといい、まず実意ありフェレナンドが試されることになり奇術は成功する。今度は王の番になるが、わざとうまくいかないふりをする。その後お葬式が行われ、妃は実意ありフェレナンドの嫁になった。
ある日、白馬が呪文を3度かけるよう実意ありフェレナンドに言った。その通りにすると白馬は王子になった。